# Kirche Hl. Großmärtyrer Georg (Smederevo)

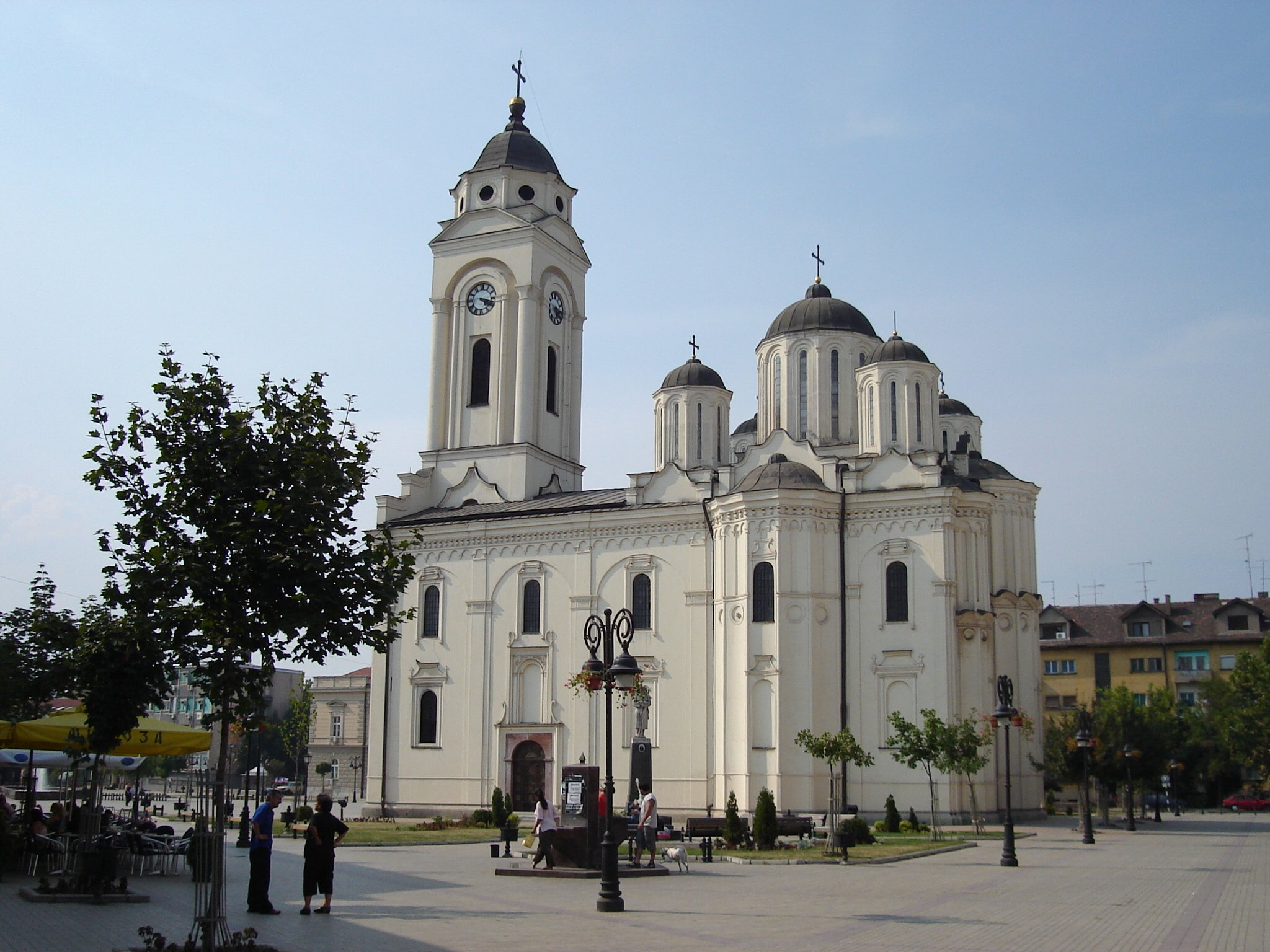
Kirche am Stadtplatz

Die Kirche zum Hl. Großmärtyrer Georg (serbisch Црква Светог великомученика Георгија Crkva Svetog velikomučenika Georgija) in der zentralserbischen Stadt Smederevo ist eine serbisch-orthodoxe Kirche in Serbien. Die Kirche gehört zur Eparchie von Braničevo. Sie ist die Stadtkirche von Smederevo. Erbaut wurde die Kirche von 1850 bis 1854.

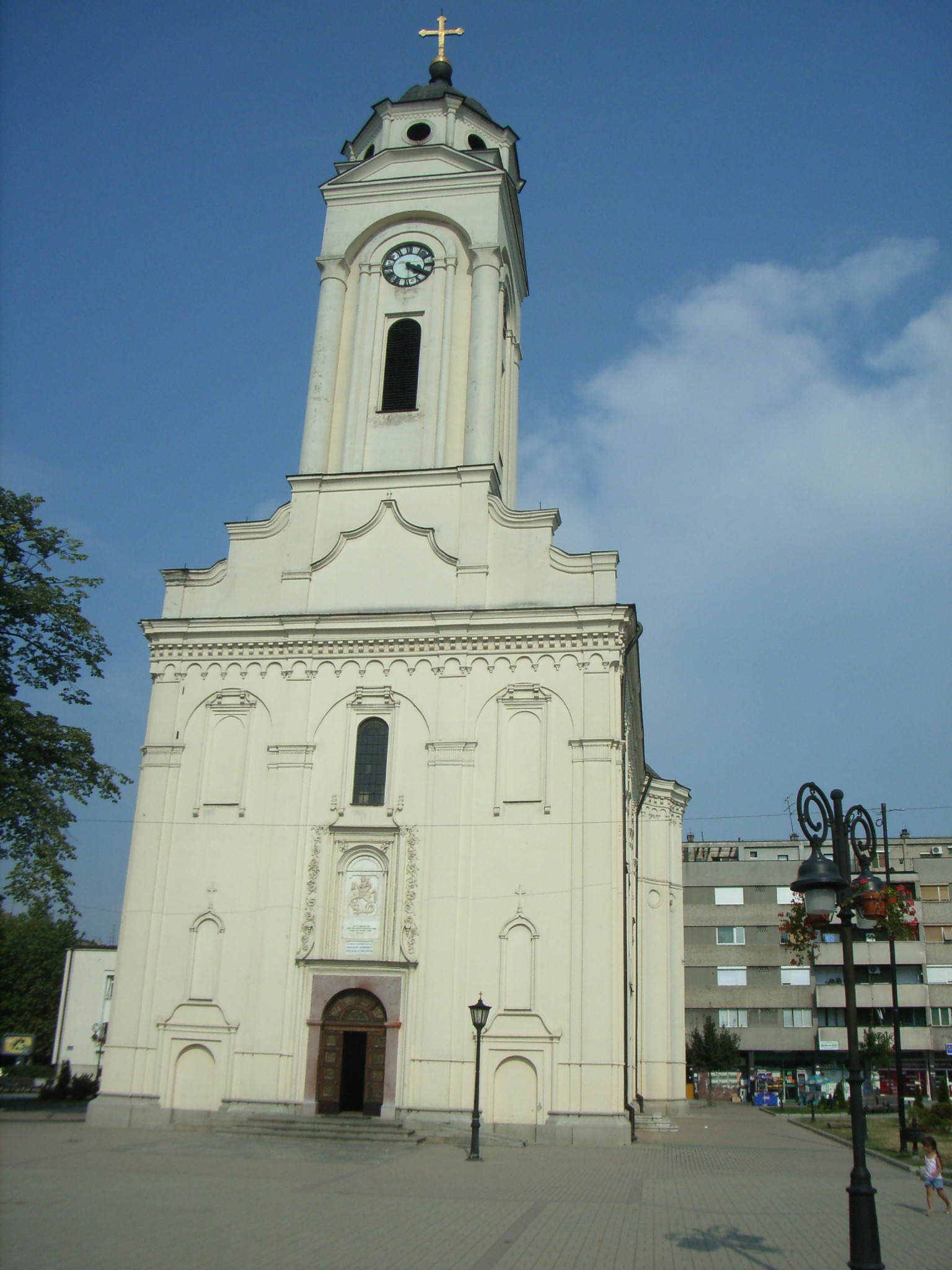
Kirchturm

## Geschichte und Architektur

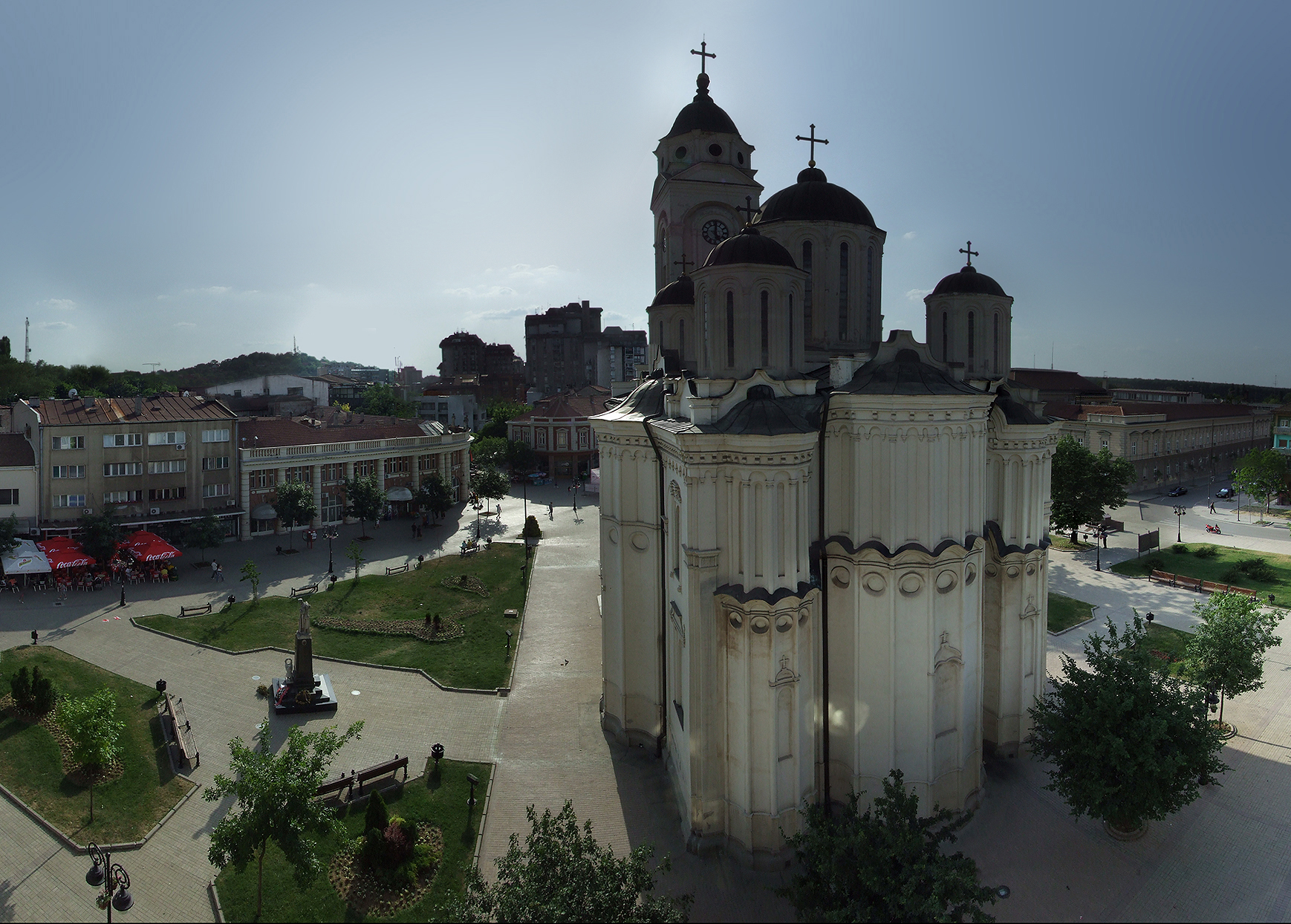
Kirche mit Stadtplatz von Smederevo

Die Kirche wurde von 1850 bis 1854 auf Geheiß des serbischen Fürsten Miloš Obrenović im Stil des serbisch-orthodoxen Klosters Manasija errichtet und am Andreastag 1854 geweiht. Sie steht neben dem Rathaus und dem Gerichtsgebäude auf dem Stadtplatz von Smederevo im Zentrum der Stadt. Als einer der ersten Großbauten der Serbisch-orthodoxen Kirche entstand sie nach dem Zweiten Serbischen Aufstand gegen die Osmanen und bildete einen Meilenstein des neuen serbisch-byzantinischen Baustils. Architekt der Kirche war Jan Nevol, ihr Baumeister Andrej Damjanov aus Veles.
Die Kirche bildet eine Kombination aus einem dreikonchigen ausgeschweiften griechischen Kreuz und einer fünfkuppeligen Basilika. An der Westwand der Kirche erhebt sich ein imposanter Barockkirchturm. Insgesamt ist die Kirche eine Mischung aus traditionellem serbisch-byzantinischen Stil und Elementen des Barock. Die Dimensionen der Kirche betragen: Länge 31,80 Meter, Breite 17,10 Meter und Höhe 50,65 Meter.

## Ikonostase
Die Fresken und Ikonen im Inneren der Kirche wurden 1935 vom russischen Künstler Andrei Wasiljewitsch Bizenko aus Kiew gemalt, welcher der Kirche im Inneren ihr heutiges Bild gab. Die Ikonostase und der Rahmen der Ikone des Hl. Georg wurden vom Belgrader Bildhauer Evengij Lavćević aus weißem Marmor gefertigt.